# 고대 노르드어
고대 노르드어(古代──語, 라틴어: Nordica antiqua, 노르웨이어: norrønt, 아이슬란드어: Fornnorræna, 스웨덴어: fornnordiska, 덴마크어: norrønt, 독일어: Altnordische, 영어: Old Norse)는 북게르만어군에 속하는 언어로서, 9세기에서 13세기에 걸쳐 스칸디나비아 및 바이킹들이 정복한 해외 정착지들에서 사용된 언어이다.
8세기경 노르드 조어가 노르드어로 발전했고, 노르드어는 14세기 중후반을 거치며 현대 북게르만어로 분화하면서 사멸했다. 다만 이 시기는 절대적인 것이 아니며, 노르드어로 쓰인 문헌은 15세기에도 발견된다.
노르드어는 세 가지 방언으로 나뉜다. 동노르드어, 서노르드어, 고틀란드어가 그것이다. 동노르드어와 서노르드어는 방언연속체를 형성하여 명확한 지리적 경계가 존재하지 않는다. 예컨대 동부 노르웨이에서 동노르드어의 흔적이 발견되고, 서부 스웨덴에서 서노르드어의 흔적이 발견되는 식이다. 고대 서노르드어 사용자들은 오늘날의 노르웨이에 많이 살았고, 동노르드어 사용자들은 오늘날의 덴마크, 스웨덴, 고틀란드에 많이 살았다.
12세기 아이슬란드의 《그라가스》는 스웨덴인, 노르웨이인, 아이슬란드인, 데인인이 모두 같은 언어를 쓴다고 말하고 있으며, 그 언어를 데인어(dǫnsk tunga 돈스크 퉁가)라고 불렀다. 또 특히 서노르드어를 가리키는 다른 표현으로는 노르딕 말(norrœnt mál 노르뢴트 말)이 있었다. 오늘날 노르드어는 북게르만어로 분화하여 아이슬란드어, 페로어, 노르웨이어, 덴마크어, 스웨덴어를 형성하였으며, 이 중 노르웨이, 덴마크, 스웨덴은 완벽하지는 않지만 어느정도 상호 의사소통이 가능하다.

## 분포
고대 아이슬란드어는 본래 고대 노르웨이어와 기본적으로 동일했다고 추측되며 고대 서노르드어를 이루었다. 아일랜드, 스코틀랜드, 맨섬, 잉글랜드 북서부에 세워진 바이킹 정착지들과 노르망디의 노르웨이계 바이킹들이 서노르드어를 사용했다. 덴마크, 스웨덴과 키예프 루스 쪽으로 진출한 바랑기아인들과 루스인들, 잉글랜드 동부, 그리고 노르망디의 덴마크계 바이킹들이 동노르드어를 사용했다. 고틀란드섬과 동유럽의 여러 정착지에서  고대 고틀란드어가 사용되었다. 11세기가 되면 노르드어는 서쪽으로는 빈란드에서 동쪽으로는 볼가강에 이르기까지 유럽에서 가장 넓은 지역에서 사용되는 언어가 되었다. 키예프 루스에서는 노브고로드에서 노르드어가 가장 오래 살아남아 최소 13세기까지는 사용되었다.

## 후계 언어
서노르드어의 후계 언어는 아이슬란드어, 페로어, 노르웨이어, 그리고 사멸한 노른어 등의 서스칸디나비아어다. 한편 동노르드어의 후계 언어는 덴마크어, 스웨덴어로 이루어진 동스칸디나비아어다. 노르웨이어는 본래 서노르드어 계통이지만 세월이 지나면서 동노르드어의 영향을 심하게 받게 되었는데, 덴마크-노르웨이 동군연합 때 특히 그러했다.
이들 언어 중 아이슬란드어와 페로어가 1천여년 동안 노르드어의 원형이 가장 잘 보존된 언어로 꼽힌다. 덴마크가 페로 제도를 지배하기는 했으나 페로어가 역으로 덴마크어에 영향을 미치기도 했다. 노르드어는 잉글랜드의 영어 및 저지 스코틀랜드의 스코트어에도 영향을 미쳐서, 영어와 스코트어에는 노르드어 외래어가 많이 존재한다. 또 노르망디어의 형성과 현대 프랑스어에도 영향을 미쳤다.
노르드어와 같은 계통은 아니지만 노르드어, 특히 노르망디어에 강한 영향을 받은 언어로 스코틀랜드 게일어, 아일랜드어, 러시아어, 우크라이나어, 벨라루스어, 리투아니아어, 핀란드어, 라트비아어, 에스토니아어 등이 있으며 이들은 상당한 수의 노르드어 외래어를 거지고 있다. 혹설에서는 "러시아"의 어원이 된 "루스" 자체가 북게르만족의 일파인 루스인에서 비롯된 것이라고 보기도 한다. 핀란드와 에스토니아에서 오늘날 스웨덴을 가리키는 말이 각각 "루오트시(Ruotsi), "루트시(Rootsi)라는 점이 이를 뒷받침한다.
상술했듯 현대에 남아있는 언어들 중 옛 노르드어와 가장 가까운 언어는 아이슬란드어이다. 현대 아이슬란드어의 쓰기체계는 노르드어 음소체계에서 파생된 것이며, 현대 아이슬란드어 구사자들은 철자에 다소의 차이가 있지만 노르드어를 대체로 읽을 수 있다. 그러나 발음, 특히 홀소리 발음은 다른 북게르만어가 노르드어와 달라진 만큼 아이슬란드어도 많이 변화했다.
페로어도 노르드어와 유사한 점이 많이 남아 있지만 페로어는 덴마크어, 노르웨이어, 고이델어(스코틀랜드 및 아일랜드어)에 영향을 받았다. 스웨덴어, 덴마크어, 노르웨이어는 옛 노르드어에서 파생, 각자 많은 변화를 거쳤지만 그래도 비대칭적으로 상호 의사소통이 가능하다. 현대 스웨덴어, 노르웨이어, 덴마크어 사용자들은 서로의 말을 따로 공부하지 않아도 어느 정도 이해할 수 있으며, 느리게 말하면 거의 알아듣는다. 이 언어들은 쓰기체계도 충분히 유사한데, 서로 국경을 맞대고 있는 탓이 클 것이다. 이 세 언어는 서로서로 영향을 주고받으며 발달했고, 중세 저지독일어에게도 유사한 영향을 받았다.

## 노르드어 음운론

### 홀소리
노르드어 홀소리 음소들은 거의 대부분 장모음과 단모음의 짝을 이루고 있다. 표준 철자법은 장모음에 예음부호 ´를 찍어서 장모음임을 표시한다. 중세 문헌들에서는 이러한 표기가 잘 이루어져 있지 않지만 간혹 부호 표시나 중복표시로 표현하기도 한다.
노르드어는 9개 홀소리 위치가 모두 비음화될 수 있다. 홀소리의 이음이 앞에 비음 닿소리가 위치하면서, 근처 소리에 묻히지 않을 때 홀소리의 비음화가 일어난다. 홀소리에 실린 강세 때문에 비음이 묻혀 버릴 경우, 그 홀소리의 길이가 늘어진다. 이러한 비음화는 다른 게르만 계통 언어들에서도 나타나지만, 그렇게 길게 지속되지는 않는다. 이러한 사항들은 12세기에 쓰여진 《첫 번째 문법조약》에 나와 있기에 알 수 있는 것이며, 만일 여기 보존되어 있지 않았다면 알려지지 못했을 것이다. 《첫 번째 문법조약》에서는 글자 위에 점 하나를 찍어서 비음화를 표시하도록 하고 있다. 그러나 이 표시법은 그다지 인기가 없었고 곧 무용지불이 되었다. 동노르드어에서는 11세기를 전후하여 비모음과 구모음이 대부분 융합된 것으로 생각된다.:3 그러나 달라르나 방언에서는 아직 구분이 이루어지고 있다.:4 이하 표에서는 점을 이용해 구모음과 비모음(문자 위에 틸다 부착)을 분리하고 있다.
|                 | 전설모음 | 전설모음 | 전설모음 | 전설모음 | 후설모음 | 후설모음 | 후설모음 | 후설모음 |
| 비원순음        | 비원순음 | 원순모음 | 원순모음 | 비원순음 | 비원순음 | 원순모음 | 원순모음 |          |
| --------------- | -------- | -------- | -------- | -------- | -------- | -------- | -------- | -------- |
| 고모음          | i • ĩ    | iː • ĩː  | y • ỹ    | yː • ỹː  |          |          | u • ũ    | uː • ũː  |
| 중모음          | e • ẽ    | eː • ẽː  | ø • ø̃    | øː • ø̃ː  |          |          | o • õ    | oː • õː  |
| 저모음/중저모음 | ɛ • ɛ̃    | ɛː • ɛ̃ː  | œ • œ̃    |          | a • ã    | aː • ãː  | ɔ • ɔ̃    | ɔː • ɔ̃ː  |

비고: 저모음/중저모음은 다음과 같이 달리 표현될 수도 있다.
- /æ/ = /ɛ/
- /ɒ/ = /ɔ/
- /ɑ/ = /a/

13세기를 전후하여 고대 덴마크어를 제외한 모든 노르드어 방언들에서 Ǫ (/ɔ/)가 Ø 또는 O와 융합했다. 아이슬란드에서는 모든 Ǫ가 Ø와 융합되었는데, 이는 12세기의 《첫 번째 문법조약》에서는 둘이 구분되고 있지만 13세기의 《고 에다》에서는 구분되고 있지 않음으로 증거된다. 또한 역시 《첫 번째 문법조약》에서는 명시된 비모음 구분도 13세기경에는 사라진 것으로 생각된다.
|                 | 전설모음 | 전설모음 | 전설모음 | 전설모음 | 후설모음 | 후설모음 | 후설모음 | 후설모음 |
| 비원순음        | 비원순음 | 원순모음 | 원순모음 | 비원순음 | 비원순음 | 원순모음 | 원순모음 |          |
| --------------- | -------- | -------- | -------- | -------- | -------- | -------- | -------- | -------- |
| 고모음          | i        | iː       | y        | yː       |          |          | u        | uː       |
| 중모음          | e        | eː       | ø        | øː       |          |          | o        | oː       |
| 저모음/중저모음 | ɛ        | ɛː       |          |          | a        | aː       |          |          |

| 게르만 조어 | 북서 게르만어       | 원시 서노르드어 | 고대 아이슬란드어 (첫 번째 문법조약) | 후기 고대 아이슬란드어 | 예시 (노르드어) |
| ----------- | ------------------- | --------------- | ------------------------------------ | ---------------------- | --- |
| a           | a                   | a ⟨a⟩           | a                                    | a                      | land 란드 "땅" < *landą |
| a           | a (+i-mut)          | ɛ ⟨ę⟩           | e ⟨e⟩                                | e                      | menn 멘 "남자들" < *manniz                                                                                                   |
| a           | a (+u/w-mut)        | ɔ ⟨ǫ⟩           | ɔ                                    | ø ⟨ö⟩                  | lǫnd 론드 "땅들" < *landu < *landō; sǫngr 송그 "노래" < sǫngr < *sangwaz                                                     |
| a           | a (+i-mut +w-mut)   | œ ⟨ø₂⟩          | ø                                    | ø ⟨ö⟩                  | gøra 괴라 "만들기" < *garwijaną                                                                                              |
| æː          | aː                  | aː ⟨á⟩          | aː                                   | aː                     | láta 라타 "허락하기" < *lētaną                                                                                               |
| æː          | aː (+i-mut)         | ɛː ⟨æ⟩          | ɛː                                   | ɛː                     | mæla 멜라 "말하기" < *mālijan < *mēlijaną                                                                                    |
| æː          | aː (+u-mut)         | ɔː ⟨ǫ́⟩          | ɔː                                   | aː ⟨á⟩                 | mǫ́l 몰 "식사" < *mālu < *mēlō                                                                                                |
| e           | e                   | e ⟨e⟩           | e                                    | e                      | sex 섹스 "여섯" < *seks; bresta 브레스타 "터뜨리기" < *brestaną                                                              |
| e           | e (+u/w-mut)        | ø ⟨ø₁⟩          | ø                                    | ø ⟨ö⟩                  | tøgr 퇴그 "열" < *teguz |
| e           | e (broken)          | ea ⟨ea⟩         | ja ⟨ja⟩                              | ja                     | gjalda 걀다 "갚기" < *geldaną                                                                                                |
| e           | e (broken +u/w-mut) | eo/io ⟨eo⟩/⟨io⟩ | jo > jɔ ⟨jǫ⟩                         | jø ⟨jö⟩                | skjǫldr 스쿌드 "방패" < *skelduz                                                                                             |
| eː          | eː                  | eː ⟨é⟩          | eː                                   | eː                     | lét 레트 "허락했다(과거형)" < *lēt                                                                                           |
| i           | i                   | i ⟨i⟩           | i                                    | i                      | mikill 미킬 "거대한" < *mikilaz                                                                                              |
| i           | i (+w-mut)          | y ⟨y⟩           | y                                    | y(ː)                   | slyngva 슬륑그바 "내던지기" < *slingwaną                                                                                     |
| iː          | iː                  | iː ⟨í⟩          | iː                                   | iː                     | líta 리타 "쳐다보기" < *lītaną                                                                                               |
| oː          | oː                  | oː ⟨ó⟩          | oː                                   | oː                     | fór 포르 "갔다" < *fōr; mót 모트 "만남" < mōtą                                                                               |
| oː          | oː (+i-mut)         | øː ⟨œ⟩          | øː                                   | ɛː ⟨æ⟩                 | mœðr 뫼드르 "어머니들" < *mōdriz                                                                                             |
| u           | u                   | u ⟨u⟩           | u                                    | u                      | una 우나 "만족하기" < *unaną                                                                                                 |
| u           | u (+i-mut)          | y ⟨y⟩           | y                                    | y                      | kyn 퀸 "경주" < *kunją |
| u           | u (+a-mut)          | o ⟨o⟩           | o                                    | o                      | fogl／fugl 포글／푸글 "새" < *fuglaz; morginn 모르긴 "아침" < *murganaz                                                      |
| uː          | uː                  | uː ⟨ú⟩          | uː                                   | uː                     | drúpa 드루파 "굴복하기" < *drūpaną                                                                                           |
| uː          | uː (+i-mut)         | yː ⟨ý⟩          | yː                                   | yː                     | mýss 뮈스 "생쥐들" < mūsiz                                                                                                   |
| ai          | ai                  | ai, ɛi ⟨ei⟩     | ɛi                                   | ɛi                     | bein 베인, "창자". bain 바인 "뼈" < *bainą                                                                                   |
| ai          | ai (+w-mut)         | øy ⟨ey⟩, ⟨øy⟩   | øy ⟨ey⟩                              | ɛy                     | kveykva 크베위크바 "불피우기" < *kwaikwaną                                                                                   |
| au          | au                  | au ⟨au⟩         | au                                   | au                     | lauss 라우스 "느슨히 하다" < *lausaz                                                                                         |
| au          | au (+i-mut)         | øy ⟨ey⟩, ⟨øy⟩   | øy ⟨ey⟩                              | ɛy                     | leysa 레위사 "느슨해지기" < *lausijaną                                                                                       |
| eu          | eu                  | eu ⟨eu⟩         | jú ⟨jú⟩                              | jú                     | djúpr 듀프르 "깊은" < *deupaz                                                                                                |
| eu          | eu (+dental)        | eo ⟨eo⟩         | jó ⟨jó⟩                              | jó                     | bjóða／bjúða 뵤다／뷰다 "제시하기" < *beudaną                                                                                |
| Ṽ           | Ṽ                   | Ṽ               | Ṽ                                    | 사라짐                 | komȧ 코마 < *kwemaną "도착하기"; OWN vėtr/vėttr < vintr < *wintruz "겨울"                                                    |
| Ṽː          | Ṽː                  | Ṽː              | Ṽː                                   | 사라짐                 | hȧ́r 하르 "상어" < *hanhaz; ȯ́rar 오라르 "우리의(복수형 소유격)" < *unseraz; ø̇́rȧ 외라 "더 어린 쪽" (acc. neut. wk.) < *junhizą |

### 닿소리
노르드어는 6개의 파열음이 있다. 이 중 /p/는 단어 앞에 나오는 경우가 극히 드물고, /d/와 /b/는 홀소리들 사이에서 마찰 이음으로 발음되는데, 합성어에서는 예외이다(e.g. veðrabati 베드라바티). 이런 현상은 게르만 조어에서부터 이미 나타나고 있다(e.g. 홀소리들 사이에 끼인 *b *[β] > [v]). 음소 /ɡ/는 n 또는 다른 g 뒤에서 [ɡ]로 발음되고, /s/와 /t/ 앞에서는 [k]로 발음된다. 이 음은 단어 안에서 다른 홀소리들 사이에 있을 일부 경우 유성 연구개 마찰음 [ɣ]이 되고 그 외의 경우, 유성 연구개 파열음 [ɡ]이 된다. 동노르드어의 /ʀ/ 음소는 그 발음 위치가 정확히 밝혀지지 않은 설첨음이었다가, 입천장 치찰음으로 재구축되었다.:2 이 음소는 게르만 조어의 음소 /z/에서 파생된 것이며 최종적으로는 음소 /r/로 진화했다. 이 과정은 서노르드어에서는 진작 이루어졌다.
|                 | 순음     | 치음     | 치경음 | 후치경음 | 구개음 | 연구개음 | 순구개음 | 성문음 |
| --------------- | -------- | -------- | ------ | -------- | ------ | -------- | -------- | ------ |
| 파열음          | p ／ b   | t ／ d   |        |          |        | k ／ ɡ   |          |        |
| 비음            | m        | n        |        |          |        | (ŋ)      |          |        |
| 마찰음          | f ／ (v) | θ ／ (ð) | s      |          |        | (ɣ)      |          | h      |
| 진동음          |          |          | r      |          |        |          |          |        |
| 접근음          |          |          |        | ʀ        | j      |          | w / (ɥ)  |        |
| 치경 설측접근음 |          |          | l      |          |        |          |          |        |

겹닿소리 hl, hr, hn은 단어 맨 앞에만 발생한다. 이 음가들이 앞의 h 가 ㅎ(/h/ 또는 /x/)으로 발음되면서 그 뒤의 닿소리들도 발음되어 흘, 흐ㄹ, 흔ㄴ 식으로 발음되는 것이었는지, 아니면 각각 단일 무성 공명음 ㄹ/l̥/, ㄹ/r̥/, ㄴ/n̥/으로 발음되는 것이었는지는 불확실하다. 고대 노르웨이어, 고대 덴마크어, 후기 고대 스웨덴어에서는 hl, hr, hn이 홑닿소리 l, r, n 로 간략화되는데, 이를 근거로 노르드어에서도 단일 무성 공명음으로 발음된 것이라고 추측하기도 한다.
hv의 발음도 불확실하다. /xʷ/(게르만조어의 발음), 또는 /hʷ/나 /ʍ/였을 수도 있다. 상술한 hl, hr, hn과 달리 hv는 모든 방언에서 겹닿소리 형태를 보다 오래 유지했다. 아이슬란드어에서는 아예 오늘날까지 무성 공명음으로 결합되지 않고 있으며, 대신 파열음 /kv/으로 경음화되었다. 이는 이 음가가 무성 공명음이 아니고 보다 강한 협착기식음이었음을 시사한다.

### 철자법
조상 언어인 노르드 조어는 대 푸타르크(고대 룬 문자)로 쓰여진 반면, 노르드어는 소 푸타르크로 쓰여졌다. 소 푸타르크는 16개 문자로만 구성되어 있었으며, 문자 수가 모자랐기 때문에 홀소리 u 에 해당하는 문자가 o, ø, y에도 사용되고 홀소리 i에 해당하는 문자가 e에도 사용되었다. 보다 시간이 지난 뒤에는 푸토르크(중세 룬 문자)가 사용되었다.
라틴 문자가 도입된 뒤에도 중세 당시에는 하나의 표준된 철자법이 존재하지 않았다. 룬 문자 윈(ᚹ)을 수정한 문자가 벤드(Ꝩ)라고 불리면서 음가 /u/, /v/, /w/를 나타내기 위해 잠깐 쓰였다. 장모음은 예음부호 ´를 찍어서 표시하기도 했지만, 해당 모음을 두 번 써서 장모음임을 표시하거나 아예 아무 표시도 하지 않기도 했다. 오늘날 사용되는 표준화된 노르드어 철자법은 19세기에 만들어진 것이다.

## 노르드어 통사론
노르드어의 어순 배열은 영어에 비해 널널하다. 노르드어의 나열 구조는 영어와 다소 달라서, 영어에서 "a, b, 그리고 c" 및 "a, b, 또는 c"라고 할 경우 노르드어는 각각 "a와 b와 c" 또는 "a와 b 또는 c"라고 하게 된다.

## 노르드어 문법
노르드어는 어형변화가 중간 정도의 굴절어로서 명사와 동사에서 상당한 수준의 변화가 일어난다. 대부분의 결합 형태소는 현대 아이슬란드어에서, 특히 명사 어형변화군에서 그대로 가지고 있다. 반면 현대 노르웨이어는 이에 비해 보다 분석적인 단어 구조로 이행했다.

## 노르드어 문헌
가장 오래된 노르드어 문헌은 8세기경 룬 문자로 새겨진 각석들이다. 룬 문자는 15세기까지도 널리 쓰였으며, 스웨덴의 일부 지역에서는 19세기에도 사용된 바 있다. 노르드인들이 기독교로 개종한 11세기 전후로 라틴 문자가 들어왔다. 라틴 문자로 쓰인 가장 오래된 노르드어 문헌은 12세기 중반의 물건이다. 그 뒤 노르드어는 중세 유럽 특유의 문헌 언어로 사용되었으며, 그 문헌들 중 아직까지 보존된 것은 거의 대부분 아이슬란드에서 쓰여졌다. 가장 유명한 것들로는 아이슬란드 사가를 비롯한 사가들이 있으나, 그 외에도 기사 문학, 고전 신화, 구약성경 따위를 노르드어로 번역한 것도 존재한다. 교육용 자료도 노르드어로 쓰여져서, 상술한 《첫 번째 문법조약》이 그러한 예이다. 그 외에 많은 수의 서한이나 공문서가 노르드어로 쓰여졌다.

## 방언
노르드어에서 발생한 혁신 거의 대부분은 노르드어가 사용되는 지역 전체에 확산되었다. 그 결과 노르드어의 방언들은 서로 매우 닮았으며 같은 언어로 여겨졌다. 스노리 스투를루손의 《헤임스크링글라》에서 발췌한 다음 두 문장에 나오다시피, 당대에 노르드어는 "데인어(Dǫnsk tunga 돈스크 퉁가)"라고도 불리고 "노르드 말(Norrœnt mál 노르뢴트 말)"이라고도 불렸다.
| “ | 뒤그비의 어머니는 드로트로서 곧 단프 왕의 딸이었으니, 단프 왕은 리그의 아들로서 데인어로 왕이라 불린 첫 사람이었노라 Móðir Dyggva var Drótt, dóttir Danps konungs, sonar Rígs er fyrstr var konungr kallaðr á danska tungu 모디르 뒤그바 바르 드로트, 도티르 단프스 코눙스, 소나르 리그스 에르 퓌르스트 바르 코눙그 칼라드 아 단스카 퉁구 | ” |
|   | — |   |

| “ | 노르드 말은 그에게 어려웠기에 그는 종종 말을 더듬었고, 이는 사람들을 매우 웃기게 만들었다. …stirt var honum norrœnt mál, ok kylfdi mᴊǫk til orðanna, ok hǫfðu margir menn þat mᴊǫk at spotti 스티르트 바르 호눔 노르뢴트 말, 오크 퀼프디 모크 틸 오르단나, 오크 호프두 마르기르 멘 사트 모크 아트 스포티 | ” |
|   | — |   |

그러나 지리적으로 일부 제한된 변화로 인해 서노르드어와 동노르드어 사이의 차이가 발생했다.
8세기에 노르드 조어가 고대 노르드어로 진화하면서, 독일어 움라우트가 노르드어 사용 지역에도 영향을 미친 것으로 보인다. 그러나 나중에 움라우트 사용이 각기 달라지기 시작하면서 서노르드어와 동노르드어가 분열하게 되었다.  보통 움라우트는 서노르드어에서 더 잘 보존되었고(예컨대 fylla 퓔라 < *fullijan), 동노르드에서는 보편화를 거쳐 움라우트들이 많이 사라졌다. 오래된 동노르드어 문헌들이나 동노르드 룬 각석들은 후기 서노르드어에서 나타나는 정도와 같은 움라우트를 보존하고 있다. 한편 이중모음화는 동노르드어에서 더욱 두드러졌다(예컨대 hiarta 히아르타 < *hertō)는데, 아마 이것도 굴절어 체계 내부의 일반화 때문으로 추측된다. 이러한 차이가 9세기에서 10세기 사이에 동서 노르드어가 분화하게 된 가장 큰 이유로서, 노르웨이와 대서양 정착지들에서는 서노르드어가, 덴마크와 스웨덴에서는 동노르드어가 쓰이게 되었다.

## 같이 보기
- 고대 노르웨이어